# قسم حسيني الريفي
قسم حسيني الريفي (بالفارسية: دهستان حسینی) هي قسم تقع في إيران في القسم المركزي. يقدر عدد سكانها بـ 12,691 نسمة .